# Now, Voyager

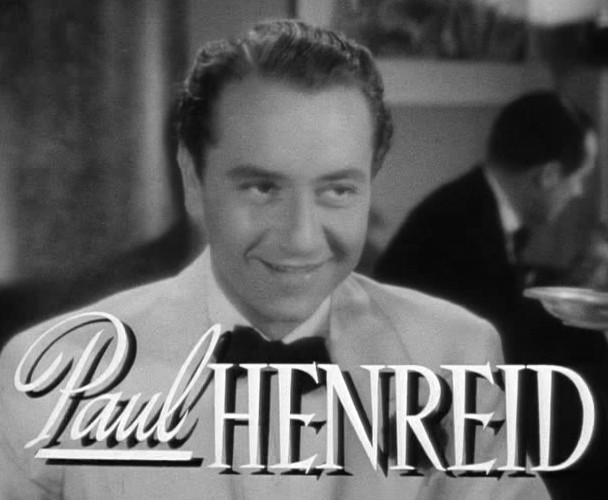
Paul Henreid

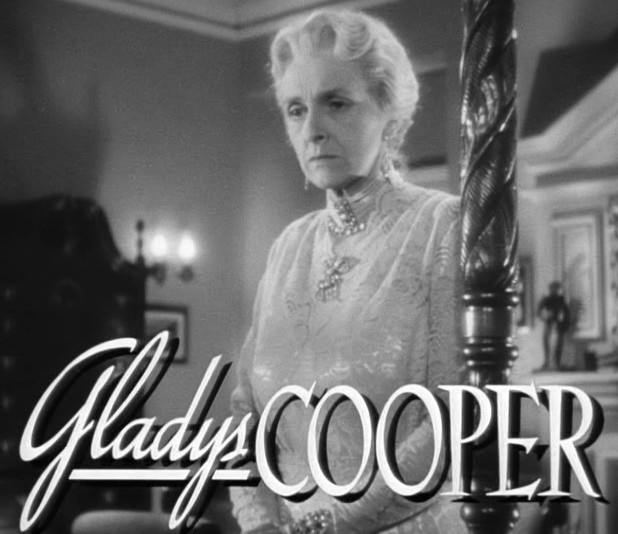
Gladys Cooper

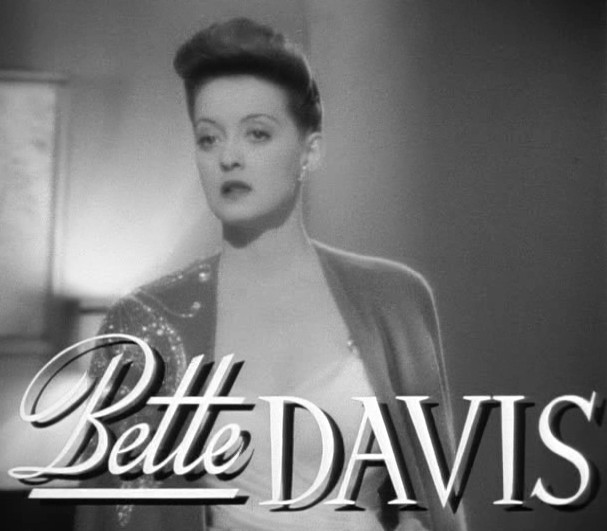
Bette Davis

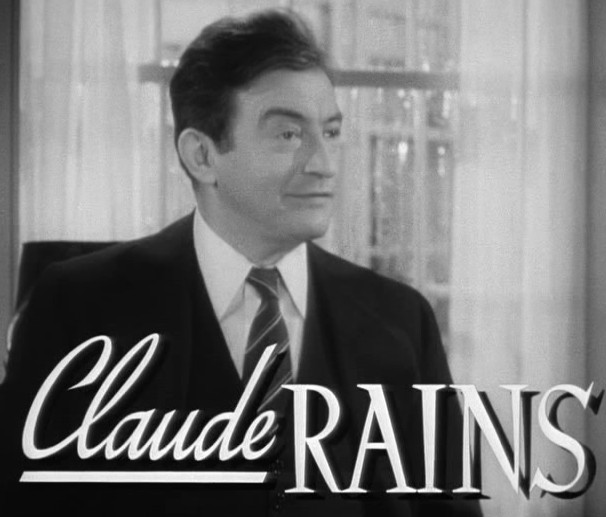
Claude Rains

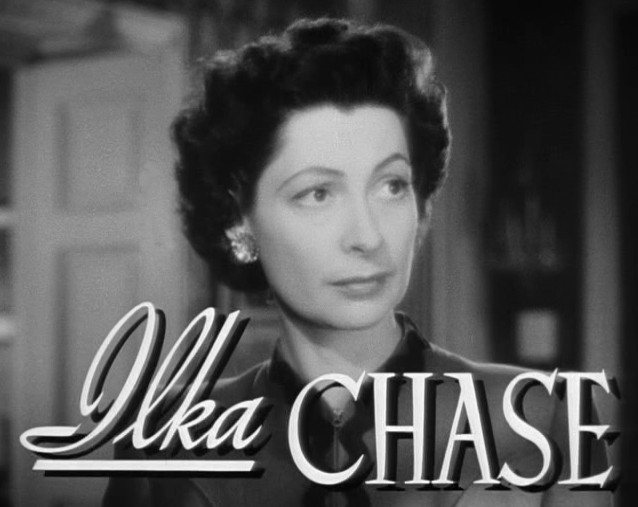
Ilka Chase

Now, Voyager és una pel·lícula estatunidenca dirigida per Irving Rapper i estrenada l'any 1942.

## Argument
Charlotte Val (Bette Davis), la reprimida filla de Windle Vale (Gladys Cooper), està a punt de patir una crisi nerviosa perquè la seua mare no sap donar-li cap afecte. Tement per la salut mental de Charlotte, Lisa Val (Ilka Chase), la seua sofisticada cunyada, fa que la visiti el doctor Jaquith (Claude Rains), un famós psiquiatre. Després de guanyar-se la seua confiança i comprendre que el seu estat és greu, li recomana una llarga temporada de descans en un sanatori. La seua mare s'oposa a aquesta mesura fins que el doctor Jaquith confirma els temors de Lisa respecte a l'estat mental de Charlotte. A la clínica de repòs, sotmeten a Charlotte a anàlisi i teràpia, i aprèn a valdre's per si mateixa i a enfrontar-se al món. En tres mesos es transforma i, d'ésser una dona conca i lletja, passa a ser una elegant i atractiva dona amb gran personalitat. Amb l'ajuda de Lisa, el doctor Jaquith decideix que realitzi un creuer per Sud-amèrica. Durant el viatge coneix Jerry Durrence (Paul Henreid), un home romàntic que li explica que té una esposa que no l'estima i que utilitza la seua mala salut com a excusa per a retindre'l. En un recorregut turístic per Rio de Janeiro, es perden durant la nit i, l'endemà, descobreixen que el seu vaixell ha salpat. Mentre passen junts el cap de setmana, Charlotte perdudament enamorada de Jerry, comprèn que ell mai podrà divorciar-se de la seua muller i casar-se amb ella. Decidida a no tornar-lo a veure, torna a Boston, on té una freda trobada amb la seua mare, sempre hostil. Lisa li presenta Elliott Livingston (John Loder), un personatge de l'alta societat que li demana que es casi amb ell, però, en trobar-se casualment amb Jerry, Charlotte descobreix que encara l'estima. Quan la seua mare s'assabenta que ha trencat el seu compromís amb Elliott, mantenen una aspra discussió. La mare mor després de patir un atac de cor i Charlotte, assetjada per sentiments de culpabilitat, es refugia a la clínica del doctor Jaquith, on troba la Tina Durrence (Janis Wilson), filla no desitjada i deprimida de Jerry. La nena li roba el cor i Charlotte li demana al doctor Jaquith que li permeti ajudar Tina a sentir-se estimada. Comprenent la situació existent entre Charlotte i Jerry, el doctor accedeix a permetre'ls uns dies de lleure. Tina comença a sentir molt d'afecte per Charlotte i millora visiblement. Jerry es retroba amb Charlotte a casa d'ella a Boston, on veu que la seua filla, transformada, viu una existència normal. Sabent que el seu amor per Charlotte mai serà satisfet, ell accedeix a deixar Tina amb ella i, un cop més, se separen. Aquesta vegada l'anima la filosofia de Charlotte: "No demanem la Lluna quan tenim les estrelles."

## Crítica
"Bette Davis és una tria perfecta per a interpretar el paper de la filla neuròtica i no volguda d'una mare dominant d'avançada edat, que ella converteix en un personatge emocionant, ple de calidesa i matisos, que capta la compassió del públic. (...) Irving Rapper destaca de nou com un director que comprèn el drama penetrant i humà, i que sap captar l'hàlit d'emoció que caracteritza la novel·la d'Olive Higgins Prouty. Casey Robinson demostra la seua habilitat en l'adaptació a la pantalla d'un altre dels seus millors textos."

## Repartiment[1]
- Bette Davis: Charlotte Vale
- Claude Rains: Dr. Jaquith
- Paul Henreid: Jeremiah Duvaux Durrance
- Gladys Cooper: Mrs. Windle Vale
- Ilka Chase: Lisa Vale
- Bonita Granville: June Vale
- John Loder: Elliot Livingston
- Lee Patrick: Deb McIntyre
- James Rennie: Frank McIntyre
- Mary Wickes: Infermera Dora Pickford
- David Clyde: William

## Curiositats
- Fou la pel·lícula més taquillera de tota la carrera cinematogràfica de Bette Davis.[3]
- El guió és una adaptació bastant fidel de la novel·la, tret del fet que en el llibre el creuer s'esdevé a la Mediterrània i no pas a Sud-amèrica.[3]
- L'escena en què Paul Henreid encén dues cigarretes a la vegada va capturar la imaginació dels espectadors i, des de llavors, no va poder anar enlloc sense ésser assetjat per dones demanant-li que fes el mateix per elles.[3]
- Now, Voyager fou originalment el tercer llibre d'una saga de quatre parts a l'entorn dels Vales, una família de classe alta de Boston, escrita per Olive Higgins Prouty durant un període de 12 anys entre el 1936 i el 1947. Quan Warner Bros. va comprar-ne els drets cinematogràfics, Prouty va escriure una llarga carta al seu agent literari on exposava la manera en què, segons ella, s'havia de fer la pel·lícula. La carta es va obrir pas fins a arribar al productor Hal B. Wallis de la Warner, el qual va fer cas omís dels seus suggeriments.[3]
- L'any 1942, Hal B. Wallis acabava de signar un nou contracte amb Warner Bros., en el qual s'estipulava que ell faria quatre pel·lícules a l'any durant els propers quatre anys. En realitat, va fer-ne sis: Now, Voyager, Casablanca, Un viatge temerari, Air Force, Princess O'Rourke i Watch on the Rhine.[3]
- El rodatge del film va començar el 7 d'abril del 1942, va acabar el 23 de juny del mateix any i la seua estrena va tindre una recepció calorosa per part del públic.[3]
- Claude Rains va rebutjar, en un principi, el paper del doctor Jaquith per trobar-lo massa insubstancial i, com a conseqüència, es va haver de refer per a adaptar-lo a les seues exigències. Rains hi va donar el seu vistiplau i se li va pagar 5000 dòlars a la setmana durant sis setmanes de rodatge.[3]
- Una escena famosa del film és aquella en què Paul Henreid es col·loca dues cigarretes a la boca, les encén i en dona una a Bette Davis: una escena similar va ocórrer deu anys abans entre Davis i George Brent a la pel·lícula The Rich Are Always with Us.[3]
- El rodatge es va allargar un parell de setmanes més del previst, la qual cosa va causar alguns problemes amb el rodatge de Casablanca (també protagonitzat per Claude Rains i Paul Henreid): Rains acabà la filmació de Now, Voyager el 3 de juny del 1942 i feu la seua primera escena de Casablanca a 2/4 d'onze de l'endemà.[3]
- L'escena en què el taxista Giuseppe (Frank Puglia) condueix Charlotte i Jerry fins al Pão de Açúcar a Rio de Janeiro és còmica pel fet que Giuseppe no parla anglès i ni Charlotte ni Jerry portuguès. No obstant això, la situació és encara més intensa pel fet que Giuseppe no parla portuguès tampoc sinó una mena de llengua inventada feta amb una barreja d'espanyol, portuguès i sicilià (la llengua materna de Puglia) i parlada amb accent italià.[3]
- Lux Radio Theater va emetre una adaptació radiofònica de la pel·lícula el 10 de maig del 1943 amb Paul Henreid repetint el seu mateix paper a la pel·lícula i una altra l'11 de febrer del 1946 amb Bette Davis reprenent també el seu paper al film.[3]
- El productor Hal B. Wallis volia Irene Dunne per al paper principal, però Bette Davis el va persuadir que el paper era per a ella.[4]

## Lapsus del rodatge
- Al creuer, Jerry (Paul Henreid) presenta Charlotte (Bette Davis) com a Camille als seus amics. Més tard, quan el quartet descansa i les dues dones es retiren a les cadires de coberta, Deb McIntyre (Lee Patrick) l'anomena Charlotte.
- En un moment en què Charlotte i Jerry prenen una copa, la forma en què ella sosté la beguda i la cigarreta canvia diverses vegades entre els diferents plans.
- La manera en què Charlotte sosté la raqueta de tennis canvia diverses vegades durant la filmació.
- La posició de la mà de la mare de Charlotte al llit (quan ella està parlant amb Charlotte a la seua habitació després del seu viatge per Sud-amèrica) canvia de posició a la mateixa escena.[5]

## Premis i nominacions[6]
Premis
- 1943: Oscar a la millor banda sonora per Max Steiner

Nominacions
- 1943: Oscar a la millor actriu per Bette Davis
- 1943: Oscar a la millor actriu secundària per Gladys Cooper